# Henry Reynolds
Pour les articles homonymes, voir Reynolds.
Henry Reynolds, né le 1er mars 1938, est un historien australien. Son domaine de spécialité est l'histoire des conflits entre Aborigènes et colons blancs pendant les débuts de la période coloniale en Australie. Il a exercé une profonde influence sur l'historiographie australienne, et fut associé tangentiellement à l'affaire Mabo, qui permit aux Aborigènes de se voir reconnaître le droit à la propriété de leurs terres ancestrales. Il a été décrit comme un « géant de l’histoire australienne ».

## Éducation et carrière universitaire
Reynolds est diplômé d'un master de l'Université de Tasmanie, et d'un doctorat d'histoire de l'Université James-Cook. En 1964, il obtint un poste de professeur à cette même université, où il enseigna l'histoire de l'Australie. Il prit sa retraite en 1998, mais accepta par la suite un poste au Conseil de recherche australienne à l'Université de Tasmanie, puis au Centre pour l'éducation aborigène à cette université.

### Carrière de chercheur
Henry Reynolds a publié plus d'une douzaine de livres et de nombreux articles au sujet de la violence et des conflits qui caractérisèrent la colonisation de l'Australie, domaine de recherche pour lequel il a été un pionnier. Il a mis en lumière les massacres infligés aux Aborigènes, et la résistance aborigène, jusque-là minimisée, face à l'invasion britannique. Reynolds, ainsi que d'autres historiens qui ont poursuivi ses recherches, estiment que 20 000 Aborigènes et 3 000 Blancs ont péri, victimes directes de violences frontalières lors de l'expansion coloniale en Australie. De nombreux autres Aborigènes furent tués par les maladies européennes, ainsi que la famine lorsqu'ils furent chassés de leurs terres productives.
Les recherches qu'il entreprit, notamment à partir de la publication de The other side of the frontier (De l'autre côté de la frontière, 1981), eurent un retentissement considérable non seulement dans le milieu de la recherche, mais également médiatique et politique. Reynolds fut l'un des premiers acteurs majeurs des « guerres de l'histoire », débat historiographique qui a marqué les débats publics de l'Australie contemporaine. Des historiens conservateurs tels Geoffrey Blainey l'accusèrent de présenter l'histoire australienne « avec un brassard noir » (black armband view). Toutefois, depuis les premières publications de Reynolds, les ouvrages d'histoire en Australie ont accordé une place bien plus importante à l'histoire aborigène et à celle des relations entre Aborigènes et Blancs.
En 2009 fut publié un ouvrage collectif consacré à son rôle dans l'histoire australienne : Frontier, Race, Nation: Henry Reynolds and Australian History.

## Amitié avec Eddie Mabo
Henry Reynolds était un ami d'Eddie Mabo, et son livre Why weren't we told? décrit leur conversation au sujet des droits des habitants autochtones du détroit de Torrès à leurs terres:
« Eddie [...] parlait souvent de son village et de sa terre, nous disant qu'elle serait toujours là lorsqu'il retournait chez lui parce que tout le monde savait qu'elle appartenait à sa famille. Son visage brillait lorsqu'il parlait de son village et de sa terre.
Son attachement à sa terre était si intense et tellement évidente que je me mis à craindre qu'il n'avait aucune idée des réalités juridiques à ce sujet. [...] Je lui dit quelque chose du genre : 'Tu sais, tu nous parles de ta terre, et du fait que tout le monde sait que c'est la terre des Mabo ? Tu ne sais pas que personne ne possède de terre sur l'île Murray ? Toute la terre là bas appartient à la Couronne.'
Il fut abasourdi. [...] Comment les whitefellas [blancs] pouvaient-ils mettre en question quelque chose d'aussi évident que sa possession de sa terre ? » (p. 188)
Reynolds enquêta alors au sujet de la propriété foncière des peuples autochtones en droit international, et encouragea Mabo à porter la question devant les tribunaux. « Ce fut là, autour de sandwichs et de thé, que fut pris le premier pas menant au jugement Mabo de juin 1992. »

## Récompenses
Henry Reynolds a reçu, pour ses recherches, les récompenses et décorations suivantes :
- 1970-1971 : British Council Travelling Scholarship
- 1982 : Ernest Scott Historical Prize, pour The other side of the frontier
- 1986 : Harold White Fellowship, National Library of Australia
- 1988 : Human Rights and Equal Opportunity Commission Arts Award, pour The law of the land
- 1996 : Australian Book Council Award: the Banjo Award for non-fiction
- 2000 : Queensland Premier's Literary Awards Literary Work Advancing Public Debate - the Harry Williams Award, pour Why weren't we told?
- 2008 : conjointement avec Marilyn Lake, Queensland Premier's Literary Awards History Book Award, pour Drawing the global colour line